# Stazione di Mukaigawara
La stazione di Mukaigawara (向河原駅?, Mukaigawara-eki) è una stazione ferroviaria situata nel quartiere di Nakahara-ku della città di Kawasaki, nella prefettura di Kanagawa in Giappone che serve la linea Nambu della JR East.

## Linee
East Japan Railway Company
■ Linea Nambu

## Struttura
La stazione è realizzata in superficie con due marciapiedi laterali e due binari passanti. Sono presenti ascensori, servizi igienici, e tornelli automatici con supporto alla biglietteria elettronica Suica. La stazione dispone di un'area tornelli ad uso esclusivo degli impiegati della multinazionale NEC, la cui sede è presente nelle immediate vicinanze.
| 1 | ■ Linea Nambu |  | per Shitte e Kawasaki                                         |  |
| 2 | ■ Linea Nambu |  | per Musashi-Kosugi, Musashi-Mizonokuchi, Noborito e Tachikawa |  |

## Stazioni adiacenti
| «                   | Servizio    | »              |
| Linea Nambu         | Linea Nambu | Linea Nambu    |
| ------------------- | ----------- | -------------- |
| Hirama              | Locale      | Musashi-Kosugi |
| Il rapido non ferma |             |                |